# Leave This Town
Leave This Town ist das zweite Studioalbum der US-amerikanischen Post-Grunge-Band Daughtry. Es wurde am 14. Juli 2009 veröffentlicht und ist der Nachfolger des Debütalbums Daughtry. Nacheinander wurden aus diesem Album die Singles No Surprise, Life After You und September veröffentlicht.

## Titelliste
1. You Don’t Belong – 4:00
2. No Surprise – 4:29
3. Every Time You Turn Around – 3:39
4. Life After You – 3:26
5. What I Meant to Say – 3:09
6. Open Up Your Eyes – 4:19
7. September – 4:00
8. Ghost of Me – 3:38
9. Learn My Lesson – 3:50
10. Supernatural – 3:38
11. Tennessee Line – 4:37
12. Call Your Name – 4:01

Die Texte schrieb Frontmann Chris Daughtry mit folgenden weiteren bekannten Musikern:
Chad Kroeger: No Surprise, Life After You
Ben Moody: Open Up Your Eyes
Josh Paul: Supernatural
Brian Craddock: Tennessee Line

## Wissenswertes
Leave This Town ist der Nachfolger des erfolgreichen Debütalbums Daughtry. Wie auch schon beim Vorgänger arbeiteten einige bekannte Musiker als Songschreiber mit, darunter zum zweiten Mal Chad Kroeger von Nickelback. Zusätzlich arbeiteten Ryan Tedder von OneRepublic, Jason Wade von Lifehouse, Adam Gontier von Three Days Grace und Richard Marx an diesem Album mit. Mit dem Erscheinen des Albums schrieb die Band American-Idol-Geschichte: Daughtry war die erste Band der Show, die zwei nacheinander folgende Alben auf Platz 1 der Billboard 200 platzierte.
Zum Support von Leave This Town begleiteten sie Nickelback als Vorband auf deren Dark-Horse-Tour durch Europa.

## Kritik
Insgesamt waren die Kritiken durchschnittlich. Yan Vogel schrieb auf laut.de, dass das Album soliden Hard Rock mit First-Raising-Refrains und einer Power-Produktion in der Tradition erfolgreicher Kommerzrocker wie Nickelback, Creed und 3 Doors Down verspreche. Audio Video Foto Bild bewertete das Album als akzeptabel und bemängelte ebenfalls, dass sich das Album ähnlich wie Nickelback und 3 Doors Down anhöre.

## Kommerzieller Erfolg

### Chartplatzierungen
| ChartsChartplatzierungen       | Höchstplatzierung | Wochen |
| ------------------------------ | ----------------- | ------ |
| Deutschland (GfK)              | 12 (8 Wo.)        | 8      |
| Österreich (Ö3)                | 18 (7 Wo.)        | 7      |
| Schweiz (IFPI)                 | 18 (10 Wo.)       | 10     |
| Vereinigte Staaten (Billboard) | 1 (77 Wo.)        | 77     |
| Vereinigtes Königreich (OCC)   | 53 (1 Wo.)        | 1      |

| ChartsJahrescharts (2009)      | Platzierung |
| ------------------------------ | ----------- |
| Vereinigte Staaten (Billboard) | 37          |

| ChartsJahrescharts (2010)      | Platzierung |
| ------------------------------ | ----------- |
| Vereinigte Staaten (Billboard) | 59          |

### Auszeichnungen für Musikverkäufe
| Land/Region                  | Auszeichnungen für Musikverkäufe (Land/Region, Auszeichnung, Verkäufe) | Verkäufe  |
| ---------------------------- | ---------------------------------------------------------------------- | --------- |
| Kanada (MC)                  | Platin                                                                 | 80.000    |
| Vereinigte Staaten (RIAA)    | Platin                                                                 | 1.000.000 |
| Vereinigtes Königreich (BPI) | Silber                                                                 | 60.000    |
| Insgesamt                    | 1× Silber · 2× Platin ·                                                | 1.140.000 |